# Río Weißeritz
El río Weißeritz (del eslavo bystrica, «torrente») es un corto río de Alemania, un afluente del río Elba de 12 kilómetros de longitud situado cerca de la ciudad de Dresde. Durante las inundaciones europeas de 2002 buscó su antiguo cauce y anegó dos barrios de Dresde: Plauen y Löbtau.
- Datos: Q20282
- Multimedia: Weißeritz / Q20282